# エリザベート・ド・ヴァロワ
エリザベート・ド・ヴァロワまたはエリザベート・ド・フランス （フランス語:Élisabeth de FranceまたはÉlisabeth de Valois、1545年4月2日 - 1568年10月3日）は、スペイン王フェリペ2世の3度目の王妃。スペイン語名はイサベル・デ・バロイス（Isabel de Valois）。

## 生涯

### 生い立ち
のちのフランス王アンリ2世と妃カトリーヌ・ド・メディシスの第2子（長女）として、フォンテーヌブロー城で生まれた。長兄であるドーファン・フランソワ（のちのフランソワ2世）の婚約者としてスコットランド女王メアリー1世が宮廷で養育されており、彼女と同じ部屋で育ったとされる。
エリザベートが最初に婚約したのは、イングランド王エドワード6世であったが、彼は1553年に病死した。

### スペイン王妃

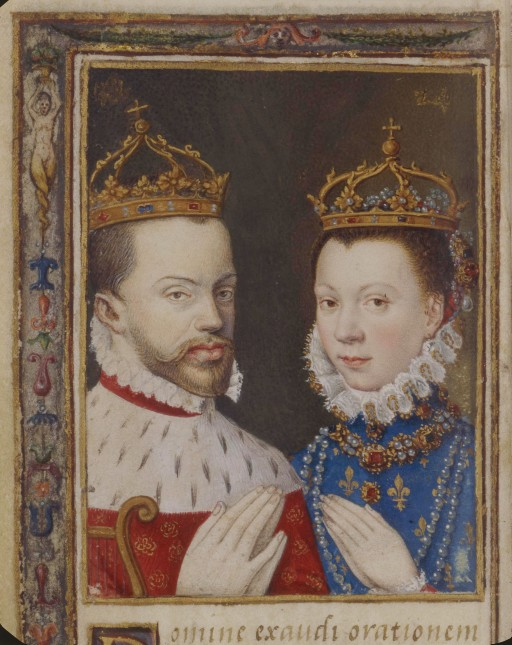
フェリペ2世と王妃イサベル

14歳の時、フランス＝スペイン間で締結されたカトー・カンブレジ条約に従って、彼女はフェリペ2世の元へ輿入れすることになった。フェリペ2世はエリザベートより18歳年上で、彼は長男ドン・カルロスの婚約者であったエリザベートに求婚したのだった。フェリペより遣わされたアルバ公爵を代理人とした結婚式は、1559年6月22日、パリのノートルダム大聖堂で行われた。彼女の結婚式の祝宴は、実父アンリ2世が馬上槍試合によって偶発的に右目を貫かれ亡くなるという悲劇的な事故につながった。
エリザベートが初めてスペイン領内に入ったのは1560年1月6日、ロンセスバーリェスにおいてであった。同年2月2日、グアダラハラのインファンタド宮殿にてエリザベートはフェリペとともに正式な結婚式を挙げた。
1564年の初めての妊娠は、流産に終わった。王妃の次の妊娠が待望され、彼女はパリ司教であり殉教者であった聖エウヘニオ（フランス語名聖ウジェーヌ）が祀られているマドリードへ移った。神の助けか自然の摂理か、1566年8月12日、エリザベートはイサベル・クララ・エウヘニアを出産した。イサベルとは王妃エリザベートのスペイン語名、エウヘニアとは王妃が加護を求めた聖人の名であった。1567年10月、エリザベートはカタリーナ・ミカエラ王女を出産した。
1568年5月、エリザベートの健康状態は悪化した。新たな妊娠は彼女に嘔吐、めまいといった不調をもたらし、症状の緩和のため宮廷医師が付き添わねばならなかった。同年10月3日、エリザベートは死産し、直後に急死した。国王の生母とならなかったエリザベートは、エル・エスコリアル修道院の王立納骨堂（es）内のパンテオン・デ・インファンタスに埋葬された。